# Kelta nyelvek
A kelta nyelvek összefoglaló elnevezés az indoeurópai nyelvcsalád nyugati ágát alkotó – nem germán és nem itáliai nyelvekre, amelyek feltételezhetően egy, az itáliai alapnyelvvel közeli rokon indoeurópai nyelvjárásból (kelta ősnyelv vagy alapnyelv) váltak le. A kelta alapnyelv valószínűleg Közép-Európában, az ókori kelták őshazájában alakult ki az i. e. 1. évezred elején. Az első ismert, bizonyíthatóan kelta kultúra a Duna felső folyása mentén és attól északra volt (La Tène-kultúra). A legrégebbi írott forrásból ismert kelta nyelv a leponti, amely mára utód nélkül kihalt.
Mára csak a szigeti kelta nyelveket, azaz az ír, a skót gael, a walesi, a cornwalli, a breton és a manx nyelveket beszélik, és ezek is veszélyben vannak a Brit-szigeteken beszélt angol és a Bretagne-ban beszélt francia nemzeti nyelvek hatása miatt. Ezek az ún. szigeti kelta nyelvek, amelyek a középkorban (5. század körül) alakulhattak ki egy közös ősből. A szárazföldi kelta nyelvek mára teljesen eltűntek. A ma beszélt kelta nyelvek mind hangtanilag, mind alaktanilag a felismerhetetlenségig eltávolodtak egykori ősüktől (hangzásukban is inkább a nyugati germán nyelvekre emlékeztetnek), a különbség sokkal nagyobb, mint például a latin és az újlatin nyelvek között. Az ókelta nyelvek (különösképpen a keltibér) a ránk maradt dokumentumok alapján még nagyon közeli rokonai voltak a latinnak, egyes források szerint még kölcsönös érthetőség is fennállt közöttük.

## Osztályozás, besorolás
Az indoeurópai nyelvtudományban egy időben igen népszerű volt az italikus és a kelta nyelvek közös eredeztetése, beszéltek „italo-kelta nyelvcsalád”-ról, „italo-kelta alapnyelv”-ről. Az indoeurópai nyelvészet mai álláspontja szerint a két ág között valóban meglévő hasonlóságok ilyen mértékben bármely két indoeurópai nyelvcsoport között kimutathatóak, a közös ág feltételezése nem indokolt.
- Indoeurópai nyelvcsalád
  - őskelta (kelta alapnyelv)
    - szigeti kelta nyelvek
      - gael nyelvek (goidel vagy „q-kelta”) 
        - előír 
          - óír 
            - középír 
              - ír gael
              - skót gael
              - manx

      - brit nyelvek
        - pikt (†, a besorolása nem biztos)
        - brit
          - cumbriai (†)
          - ówalesi
            - középwalesi
              - walesi

          - déli brit nyelvek
            - breton
            - korni (cornwalli)

    - szárazföldi kelta (ókelta) nyelvek (†)
      - leponti (i. e. 7–i. e. 3. század, †)
      - gall (i. e. 7. – i. u. 2. század, †)
      - galata (i. e. 7. – i. u. 4. század, †)
      - keltibér (I. e. 1. század, †)
      - noricumi avagy keleti kelta (1. vagy 2. század, †)

A szárazföldi kelta nyelvek egymáshoz való viszonya a nagyon kevés írásos emlék miatt nehezen tisztázható. A leponti a többségi álláspont szerint a gall nyelvjárása lehetett, a galata úgyszintén. A noricumi nyelv összes emléke két fragmentum.

## P-keltaésq-keltanyelvek
A fenti nyelvtörténeti besoroláson túl a kelta nyelveket hangtanilag két nagy csoportra szokták osztani attól függően, hogy az indoeurópai alapnyelvi szókezdő labioveláris *kw- hogyan alakult. Ennek megfelelően, az úgynevezett p-kelta nyelvekben az indoeurópai [kw] hang p-vé labializálódott – lásd például walesi pedwar „négy” –, míg az úgynevezett q-kelta nyelvekben velarizálódott, és [k]-ként őrződött meg – például ír cethair (ejtsd: ~ kjáhir) [ke-] „négy” (indoeurópai *kwetwor).

## Mai beszélőik száma
| Nyelv     | Beszélők megoszlása | Beszélők száma                            | Hivatalos státusz               | Beszélik                           |
| --------- | ------------------- | ----------------------------------------- | ------------------------------- | ---------------------------------- |
| Breton    |                     | 500 000–1 200 000                         | nincs                           | Bretagne (Franciaország)           |
| Ír        |                     | folyékonyan: 380 000                      | Írország, Európai Unió          | Írország, Egyesült Királyság       |
| Korni     |                     | folyékonyan: 378 társalgási szinten: 2900 | Cornwall, Egyesült Királyság    | Cornwall, Egyesült Királyság       |
| Manx      |                     | anyanyelvként: 56 második nyelvként: 1689 | Man sziget (Egyesült Királyság) | Man sziget (Egyesült Királyság)    |
| Skót gael |                     | 92 400                                    | Skócia                          | Egyesült Királyság                 |
| Walesi    |                     | 750 000                                   | Wales                           | Wales, Anglia (Egyesült Királyság) |

## A kelta nyelvek leírása

### Szigeti (inzuláris) kelta nyelvek

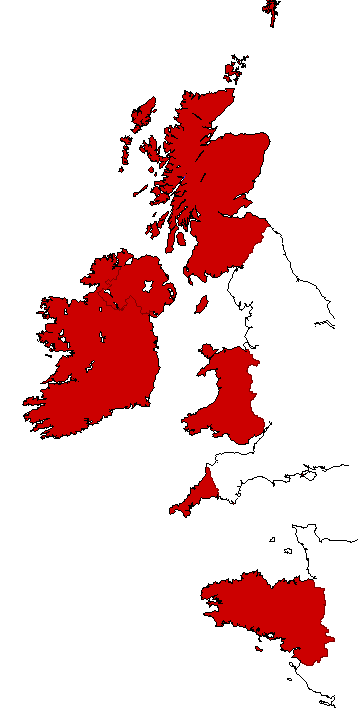
A szigeti kelta nyelvterület a késő középkorban

#### Gael nyelvek
- ír (Gaeilge) • Az írek kezdetben az ogham-írást használták. A 700 és 900 között született latin nyelvű vallásos szövegek fordításai viszont már a latin ábécét használó ó-ír nyelven íródtak. 900 és 1200 között alakult ki a középír, amely jóval leegyszerűsítette az óír grammatikát. 1200-tól beszélhetünk a modern ír nyelvről. Ma szinte kizárólag Írország nyugati partjain, az úgynevezett Gaeltachtokban beszélik anyanyelvként, ám az angol mellett ez Írország (és 2007-től az Európai Unió) hivatalos nyelve.
- skót gael (Gáidhlig) • I. u. 500 körül az írek elkezdték meghódítani a mai Skóciát és az ott élő pikteket. Így alakult ki a skót gael nyelv, amely aztán két ágra szakadt: felföldi és alföldi ágra. A kettő közül az alföldi skót kihalt, valójában nem igazán tudjuk, mennyire különbözött a felfölditől. Jelenleg mintegy százezren beszélik.
- manx (Yn Ghaelg, Yn Ghailck) • Man sziget nyelve, szintén az írből alakult ki. A 19. században kezdett el hanyatlani, míg végleg el nem tűnt. A manx nyelv utolsó anyanyelvi beszélője 1974-ben halt meg.

#### Brit nyelvek
- walesi (Cymraeg) • Első írásos nyomai 9. és 12. századi ówalesi glosszákból maradtak ránk. Ebből a korszakból két rövid vers, valamint latin szövegekbe ágyazott nyelvemlékek is fennmaradtak másolatokban. A 12. századtól errefelé megsokszorozódnak a walesi nyelven írt szövegek: történelmi, vallásos és mitológiai munkák, valamint versek is születnek. Jelenleg a walesi az a kelta nyelv, amelyet a legtöbben használnak: mintegy 700 ezren beszélik.
- cornwalli (korni - Kernewek) • Az első írásos emlékek 1200 tájáról maradtak ránk. Mint neve is mutatja, Cornwall területén beszélték. A 15. és a 17. század között jelentős korni nyelvű vallásos irodalmi munkák íródtak. Ám a 17. század derekára az angol miatt kezdett kiszorulni a használatból, és a 19. századra teljesen kihalt. Az 1930-as években cornwalli újjászületési mozgalom indult, kevés sikerrel.
- breton (Brezhoneg) • A franciaországi Bretagne-ban a 9. században kezdenek megjelenni óbreton nyelvű glosszák, ám a nyelv ekkori állapotában még nem különült el eléggé, ezért inkább ó-délnyugat britonnak nevezik. A 11. századdal kezdődő hosszú szünet után a 15. században jelenik meg újra breton nyelvű irodalom, ezek főleg vallási tárgyú munkák, de akad köztük egy szótár is. A maihoz hasonló, kiforrott breton nyelvről a 17. századtól kezdődően beszélhetünk.
Ma négy breton dialektust különböztetnek meg. Mind a négyet a kihalás fenyegette (a francia térhódítása miatt), ám szerencsére időben beindult egy breton újjászületési mozgalom. Jelenleg kb. félmillióan beszélik, mindannyian kétnyelvűek.

### Szárazföldi kelta (ókelta) nyelvek
- gall • A mai Franciaország, Svájc és Észak-Olaszország területén használták. Az i. e. 3. századtól az i. sz. 1. századig terjedő időszakból maradtak ránk gall nyelvű feliratok. A szárazföldi kelta nyelvek közül erről van a legtöbb információnk, nem utolsósorban Julius Caesarnak köszönhetően. Az 5. században halt ki, de nyomai megtalálhatók a francia nyelv egyes szavaiban, főleg a mezőgazdaság jelentésmezejébe tartozókban. 
  - belga • 1997-ben Chateaubleuben ráakadtak egy olyan feliratra, amely a belga nevű törzs (lat. Belgae) területéről származott. Egyes kutatók szerint ez egy önálló belga nyelv egykori létezését bizonyítja, mások szerint csak egy gall dialektus. A viták máig tartanak.
- leponti • A mai Észak-Olaszország területén használták. Az i. e. 6. és 1. század közötti leletek tanúskodnak létezéséről. Egyesek a gall egyik változatának tartják, mások különálló nyelvként beszélnek róla.
- keleti kelta (noricumi) • Ide tartozhattak a Közép-Európa területén élt kelta törzsek nyelvjárásai. A nyelv csak két felirattöredékből ismert (grafensteini és ptuji felirat).
- galata • A legkeletibb kelta nyelv. Használói Görögországban éltek az i. e. 3. századig, amikor is továbbvándoroltak Kis-Ázsiába. Pál apostol hozzájuk intézte egyik levelét. Egyesek a gall egyik változatának tartják. Mára kihalt.
- keltibér • A mai Spanyolország középső részén használták, az i. e. 3. és 1. század közötti feliratok tudósítanak róla. Hangrendszerében sok régies indoeurópai vonást őrzött meg.